# 雷德伍德洛奇 (加利福尼亞州)
雷德伍德洛奇（英語：Redwood Lodge）是位於美國加利福尼亞州門多西諾縣的一個非建制地區。該地的面積和人口皆未知。

## 地理
雷德伍德洛奇的座標為39°26′28″N 123°41′26″W / 39.44111°N 123.69056°W，而該地的平均海拔高度為20米（即66英尺）。